# Ommata pallidicornis
Ommata pallidicornis är en skalbaggsart som beskrevs av Dmytro Zajciw 1966. Ommata pallidicornis ingår i släktet Ommata och familjen långhorningar. Inga underarter finns listade i Catalogue of Life.